# Lewis Island, South Australia
Lewis Island är en ö i Australien. Den ligger i delstaten South Australia, omkring 230 kilometer väster om delstatshuvudstaden Adelaide. Arean är 0,17 kvadratkilometer.
Genomsnittlig årsnederbörd är 792 millimeter. Den regnigaste månaden är juni, med i genomsnitt 145 mm nederbörd, och den torraste är januari, med 23 mm nederbörd.